# Ivar Utsi
Ivar Utsi, född 1913 i Beaivvášgieddi i Karasjoks kommun, död 1982, var en norsk-samisk fiskare, snickare och författare.
Ivar Utsis föräldrar var flyttsamer, men han växte upp i en sjösamisk familj i Repvåg. Han försörjde sig som fiskare och senare som snickare. Han bodde i Stranda och var aktiv i lokalpolitiken. Han var far till Ingunn Utsi.

## Fotnoter
1. ↑  Mikkelsen, Magnar (2007). Samisk skolehistorie 2. Davvi Girji. http://www.skuvla.info/skolehist/ivarutsi-n.htm